# Riseberga församling
Riseberga församling var en församling i Lunds stift och i Klippans kommun. Församlingen uppgick 2010 i Riseberga-Färingtofta församling.

## Administrativ historik
Församlingen har medeltida ursprung.
Församlingen var till 2010 moderförsamling i pastoratet Riseberga och Färingtofta. Församlingen uppgick 2010 i Riseberga-Färingtofta församling.

## Organister
| Verksam | Namn               | Levnadstid | Övrigt |
| ------- | ------------------ | ---------- | ------ |
| 1959–   | Nils Sönne Brelert | 1924–      | [ 4 ]  |

## Kyrkobyggnader
- Herrevadsklosters kapell
- Riseberga kyrka